# Forelle
Forelle – niemiecki jednokadłubowy mały okręt podwodny zaprojektowany przez Raimondo Lorenzo D’Equevilley-Montjustina jako jednostka eksperymentalna. Okręt wyposażony był w wewnętrzny zbiornik balastowy i kompensacyjny, stałe, nachylone pod kątem powierzchnie sterowe na rufie oraz ruchome przednie stery głębokości. Jednostka miała zewnętrzne wyrzutnie torpedowe odpalające torpedy za pomocą sprężonego powietrza. Konstrukcja okrętu przewidywała jego transport do miejsca operacji na pokładzie okrętu nawodnego i spuszczanie do wody w pobliżu celu, w związku z czym okręt nie dysponował osobnym systemem napędu w pływaniu na powierzchni morza. Konstrukcja była względnie udana, jednakże nie wzbudziła zainteresowania cesarskiej marynarki wojennej
W kwietniu 1904 roku Imperium Rosyjskie zakupiło „Forelle” w celu prowadzenia operacji przeciw flocie Cesarstwa Japońskiego, dzięki czemu od 1904 aż do 1910 roku operował z Władywostoku, kiedy zatonął w wyniku wypadku.